# Comisión Nacional de Seguridad
Por Comisión Nacional de Seguridad de México se hacía alusión a las áreas bajo el mando del Comisionado Nacional de Seguridad, el cual era un servidor público de alto nivel, adscrito a la Secretaría de Gobernación, la cual es una Dependencia del Ejecutivo Federal.
Dicho servidor público tenía a su cargo todo lo relacionado con seguridad y paz pública a nivel federal y es nombrado por el Presidente de México con la ratificación del Senado de la República Mexicana. Su creación dentro del sistema jurídico mexicano proviene del decreto presidencial publicado en el Diario Oficial de la Federación del 2 de enero de 2013, mediante lo cual sustituyó en funciones a la extinta Secretaría de Seguridad Pública. Fue disuelta en 2018 y reemplazada por la actual Secretaría de Seguridad y Protección Ciudadana.

## Antecedentes
Desde el año 2000, las funciones relativas a la preservación de la libertad, el orden y la paz públicos se encontraban encomendados a una secretaría de estado autónoma y dependiente directamente del presidente de México denominada Secretaría de Seguridad Pública. 
Sin embargo, al comienzo de la presidencia de Enrique Peña Nieto se anunciaron varios cambios en la estructura de la administración pública federal, uno de los cuales consistió en la desaparición de dos secretarías de estado, la Secretaría de Seguridad Pública y la Secretaría de la Función Pública. Para lo cual se presentó un proyecto al Congreso de la Unión para la modificación de la Ley Orgánica de la Administración Pública Federal y que fue aprobado en diciembre de 2012. Dichas reformas fueron publicadas en el Diario Oficial de la Federación el 2 de enero de 2013, en donde se integraba al listado de funciones de la Secretaría de Gobernación las relativas a seguridad pública:

Artículo 27.- A la Secretaría de Gobernación corresponde el despacho de los siguientes asuntos: 

XII. Formular y ejecutar las políticas, programas y acciones tendientes a garantizar la seguridad pública de la Nación y de sus habitantes; proponer al Ejecutivo Federal la política criminal y las medidas que garanticen la congruencia de ésta entre las dependencias de la Administración Pública Federal; comparecer cada seis meses ante las comisiones de Gobernación y de Seguridad Pública del Senado para presentar la política criminal y darle seguimiento cuando ésta se apruebe o se modifique; coadyuvar a la prevención del delito; ejercer el mando sobre la fuerza pública para proteger a la población ante todo tipo de amenazas y riesgos, con plena sujeción a los derechos humanos y libertades fundamentales; salvaguardar la integridad y los derechos de las personas; así como preservar las libertades, el orden y la paz públicos.
Ley Orgánica de la Administración Pública Federal.

Igualmente se le otorgó a dicha secretaría la facultad de proponer al Presidente de la República el nombramiento del Comisionado Nacional de Seguridad, mismo que es mencionado en el penúltimo párrafo del referido artículo 27 de la Ley Orgánica de la Administración Pública Federal, como el auxiliar del Secretario de Gobernación, en todas las facultades relativas a seguridad pública.
El primer Comisionado Nacional de Seguridad fue el Dr. Manuel Mondragón y Kalb.
En abril de 2013, se expide también un nuevo reglamento interno de la Secretaría de Gobernación en donde se prevé ya al Comisionado Nacional de Seguridad como parte de su estructura y se establecen sus funciones e interacciones con otras instituciones.
El Comisionado Nacional de Seguridad ha sido el encargado de llevar a cabo las principales estrategias de la política de seguridad de Enrique Peña Nieto, como la regionalización de la Policía Federal, y la creación de la Gendarmería Nacional.

## Estructura
El Comisionado Nacional de Seguridad cuenta con cinco unidades y tres órganos desconcentrados.
- Comisionado Nacional de Seguridad:
  - Unidades:
    - Unidad de Planeación, Prospectiva y Seguridad Privada.
      - Dirección General de Análisis, Prospectiva y Evaluación.
      - Dirección General de Seguridad Privada.

    - Unidad de Desarrollo e Integración Institucional.
      - Dirección General de Política para el Desarrollo Policial.
      - Dirección General del Centro de Control de Confianza.
      - Dirección General de Política y Desarrollo Penitenciario.

    - Unidad de Información para la Seguridad Pública.
      - Dirección General de Plataforma México.
      - Dirección General de Infraestructura Tecnológica de Seguridad Pública.

    - Unidad de Servicios y Formación Policial.
      - Dirección General de Servicios.
      - Dirección General de Servicios para la Operación Policial.

    - Inspectoría General.
      - Dirección General de Apoyo Jurídico.
      - Dirección General de Inspección y Evaluación para la Operación.

  - Órganos administrativos desconcentrados:
    - Policía Federal (México)
    - Prevención y Readaptación Social
    - Servicio de Protección Federal

  - Órgano Interno de Control.
  - Unidad de Enlace:
    - Unidad de Enlace de la Policía Federal.
    - Unidad de Enlace del Servicio de Protección Federal.
    - Unidad de Enlace del Órgano Administrativo Desconcentrado de Prevención y Readaptación Social.

## Organización Jerárquica Terciaria
| Policía Federal     | Servicio de Protección Federal | Seguridad y Custodia Penitenciaría           |
| ------------------- | ------------------------------ | -------------------------------------------- |
| Policía             | Guarda                         | Custodio                                     |
| Policía Tercero     | Guarda Tercero                 | Custodio Tercero                             |
| Policía Segundo     | Guarda Segundo                 | Custodio Segundo                             |
| Policía Primero     | Guarda Primero                 | Custodio Primero                             |
| Suboficial          | Tercer Supervisor              | Suboficial de Guardias                       |
| Oficial             | Segundo Supervisor             | Oficial de Guardias                          |
| Subinspector        | Primer supervisor              | Subinspector de Guardias                     |
| Inspector           | Tercer intendente              | Inspector de Custodios                       |
| Inspector en jefe   | Segundo intendente de Zona     | Inspector jefe de Guardias                   |
| Inspector general   | Primer intendente de Región    | Inspector general de Guardias y Custodios    |
| Comisario           | Tercer superintendente         | Comisario de Seguridad Penitenciaria         |
| Comisario jefe      | Segundo superintendente        | Comisario jefe de Seguridad Penitenciaria    |
| Comisario General   | Primer Superintendente         | Comisario General de Seguridad Penitenciaria |
| Comisionado General | Comisionado                    | Director de Área de Seguridad Penitenciaria  |

Estructura Terciaría
- Escuadra: 3 policías, un policía tercero.
- Pelotón: 3 escuadras, un policía segundo.
- Sección: 3 pelotones, un policía primero.
- Compañía: 3 secciones, un suboficial.
- Grupo: 3 compañías, un oficial.
- Agrupamiento: 3 grupos, un Subinspector.
- Unidad: 3 agrupamientos, un Inspector.
- División: más de 3 unidades, un inspector Jefe/General.
- Coordinación: más de 2 divisiones, un Comisario.

## Comisionados
- Manuel Mondragón y Kalb: 26 de febrero de 2013 - 20 de marzo de 2014
- Monte Alejandro Rubido García: 20 de marzo de 2014 - 27 de agosto  de 2015
- Renato Sales Heredia: 27 de agosto  de  2015 - 30 de noviembre de 2018